# Maurizio Cattelan
Maurizio Cattelan (Padua, 21 de septiembre de 1960) es un artista conceptual italiano conocido por sus obras polémicas. El Museo Solomon R. Guggenheim le dedicó una exposición retrospectiva en el año 2012.

## Biografía
Comenzó su carrera en Forlì, Italia en los años 80.  Colaborando con artistas locales. En su primera exposición en 1991, presentó "Estadio", una mesa larga de futbolito con dos líneas de jugadores a los lados, donde los blancos eran las reservas de la Asociación de fútbol de Cesena y los negros eran trabajadores senegaleses que trabajaban en Veneto.
Con Massimiliano Gioni y Ali Subtonick publica la revista de arte "Charley".
Colabora a veces también con la revista de arte contemporáneo Flash Art.
Vive y trabaja en Milán y en Nueva York.

## Práctica artística
Su trabajo combina escultura con acción artística, pero a menudo incluye también acciones provocadoras, obras de teatro, textos con comentarios sobre los paneles que acompañan a sus obras de arte, artículos para periódicos.
Las obras de Cattelan se caracterizan por incluir humor y sátira, lo que ha generado controversias. Este sello ha hecho que a veces se le considere en la escena artística como un bromista o un bufón. Ha sido descrito por Jonathan P. Binstock, curador de arte contemporáneo en la Galería de Arte Corcoran "como uno de los grandes artistas post-duchampianos y también un sabelotodo".
Su trabajo a menudo se basaba en juegos de palabras simples o subvirtiendo situaciones cliché en las que, por ejemplo, sustituye animales por personas en cuadros escultóricos. "Frecuentemente fascinante y morboso, el humor de Cattelan pone su trabajo por encima de las frases de placer visual", escribió Carol Vogel, del New York Times.
Acerca de la originalidad en el arte, Cattelan le explicó a la etnógrafa Sarah Thornton: "La originalidad no existe por sí misma. Es una evolución de lo que se produce ... La originalidad se trata de su capacidad para agregar".
La primera obra de arte de Cattelan se trata de una pieza de arte fotográfico titulada Lessico Familiare (Léxico familiar), un autorretrato creado en 1989, en el que se representa formando un corazón con las manos sobre su pecho desnudo.
Cattelan se destaca también por el uso que hace de la taxidermia, particularmente en sus obras de mediados de la década de 1990. Novecento (1997) consiste en el cuerpo taxidermizado de un antiguo caballo de carreras llamado Tiramisú, que cuelga de un arnés en una postura alargada y caída. Otra obra que utiliza taxidermia es Bidibidobidiboo (1996), una representación en miniatura de una ardilla desplomada sobre la mesa de la cocina, con una pistola a sus pies.
En 1999 Cattelan comenzó a encargar a Daniel Druet efigies de cera a tamaño real de varios personajes, incluido él mismo. Una de sus esculturas más conocidas, La Nona Ora (1999) consiste en una efigie del Papa Juan Pablo II en traje ceremonial completo siendo aplastado por un meteorito.

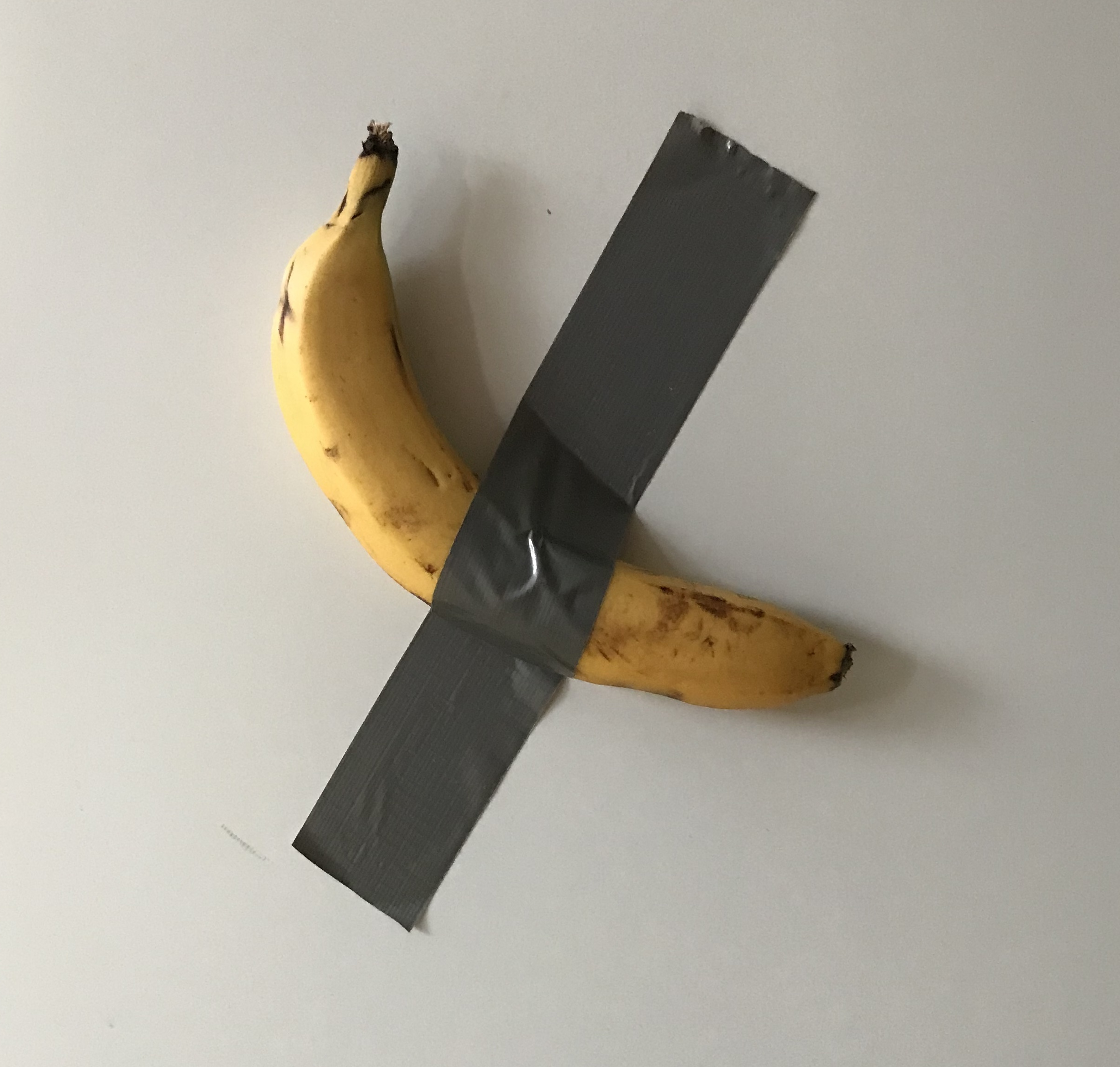
Banana pegada con cinta americana, inspirada en el Comediante (2019), de Maurizio Cattelan.

### Comediante
Maurizio Cattelan presentó una obra titulada Comediante, en la feria Art Basel en Miami en el año 2019. La obra consistió en un plátano o banana que el asistente del galerista compró en una tienda de Miami, el cual estaba sujeto con una cinta adhesiva gris en una pared blanca. La pieza, con tres versiones (todas vendidas durante la feria) tenían un valor de 120,000 dólares estadounidenses. La pieza, de por sí polémica, aumentó su notoriedad cuando un artista, David Datuna, decidió tomar la obra y comérsela, acto que fue grabado por los asistentes de la feria. Al acto de comer la obra de Cattelan, Datuna la denominó Hungry artist (artista hambriento).